# Luigi Trevisan
Luigi Trevisan (Burano, 2 gennaio 1938 – 8 giugno 2020) è stato un calciatore italiano, di ruolo attaccante.

## Caratteristiche tecniche
Giocava come mezzala sinistra.

## Carriera

### Club
Trevisan debuttò nella prima squadra della Triestina il 24 marzo 1957, giocando la gara di Serie A contro il Genoa. Giocò poi per il Pro Gorizia e il Treviso, per due stagioni in Serie C. Tornò a far parte dei titolari della Triestina nella Serie B 1960-1961, giocando 32 incontri e segnando 5 gol, che lo resero il miglior realizzatore stagionale della squadra insieme a Giuliano Fortunato. Rimase alla Triestina anche per il successivo campionato in Serie C, mettendo a referto 7 reti in 30 presenze. Ottenuta la promozione, giocò altre 22 partite nel corso della Serie B 1962-1963, arrivando a quota 54 in seconda serie con la Triestina, e realizzò 5 gol.Vestì la maglia del Lecce in terza serie per ben 5 stagioni, dal 1963/64 al 1967/68, totalizzando 134 presenze e 19 gol. Andò a segno anche nell'amichevole disputata contro lo Spartak Mosca il giorno dell'inaugurazione del nuovo stadio di "Via del Mare" l'11 settembre 1966.

## Palmarès

### Club

#### Competizioni nazionali
- Serie C: 1

Triestina: 1961-1962